# Poospiza lateralis
Poospiza lateralis là một loài chim trong họ Thraupidae.